# Alincourt
Alincourt település Franciaországban, Ardennes megyében. Lakosainak száma 161 fő (2022. január 1.). Alincourt Juniville, Ménil-Lépinois, Neuflize és Perthes községekkel határos.

## Népesség
A település népességének változása:
| Lakosok száma | 85   | 86   | 91   | 103  | 145  | 146  | 150  | 158  | 159  | 161  |
|               | 1968 | 1982 | 1990 | 2006 | 2013 | 2015 | 2017 | 2019 | 2020 | 2022 |